# 라이선스 호환성
라이선스 호환성(license compatibility)은 복수의 저작물에 적용된 상이한 라이선스가 새로운 저작물을 만들기 위하여 해당 저작물들의 소스 코드나 내용물을 결합시키는 것을 불가능하게 만드는 조건을 포함할 때 발생하는 문제이다.

## 예시
어떤 소프트웨어 패키지의 라이선스가 "수정된 버전은 모든 광고 사항에서 개발자를 언급하여야 한다"라는 조건을 가지고 있고, 다른 소프트웨어 패키지는 "수정된 버전은 추가적인 저작자 표시 조건을 포함할 수 없다"라는 조건을 가지고 있다면, 두 패키지의 라이선스는 동시에 충족될 수 없기 때문에 적어도 두 패키지 중의 하나의 저작자의 직접적인 허가가 없이는 두 패키지의 결합을 합법적으로 배포할 수 없다. 그러므로 이 두 패키지의 라이선스는 호환되지 않는다.
오픈 소스 라이선스가 반드시 호환되는 것은 아니므로 다른 라이선스로 오픈 소스 코드가 배포된다면 합법적으로 혼합하거나 결합하는 것을 불가능할 수도 있다. 예를 들어 모질라 공용 허가서 1.1 버전으로 공개된 코드와 GNU 일반 공중 사용 허가서로 공개된 코드를 혼합한 소프트웨어는 이 두 라이선스가 오픈 소스 이니셔티브와 자유 소프트웨어 재단의 승인을 받았더라도 두 라이선스 규약 중의 하나를 침해하지 않고는 배포될 수 없다.

## FOSS 라이선스 호환성

### 크리에이티브 커먼즈 라이선스 호환성
|                                    | Public Domain mark icon · CC0 icon | CC-BY icon | CC-BY-SA icon | CC-by-NC icon · CC-BY-NC-SA icon | CC-BY-NC-ND icon · CC-BY-ND icon |
| ---------------------------------- | ---------------------------------- | ---------- | ------------- | -------------------------------- | -------------------------------- |
| Public Domain mark icon · CC0 icon | Yes                                | Yes        | Yes           | Yes                              | No                               |
| CC-BY icon                         | Yes                                | Yes        | Yes           | Yes                              | No                               |
| CC-BY-SA icon                      | Yes                                | Yes        | Yes           | No                               | No                               |
| CC-by-NC icon · CC-BY-NC-SA icon   | Yes                                | Yes        | No            | Yes                              | No                               |
| CC-BY-NC-ND icon · CC-BY-ND icon   | No                                 | No         | No            | No                               | No                               |

## 같이 보기
- 라이선스 범람
- 하위 호환성
- 상위 호환성